# Bestia (Disney)
La Bestia, il cui vero nome è principe Adam, è un personaggio e co-protagonista del 30º film d'animazione dei Walt Disney Animation Studios La bella e la bestia (1991), così come dei due sequel direct-to-video La bella e la bestia - Un magico Natale e Il mondo incantato di Belle. Basato sul personaggio della fiaba francese di Jeanne-Marie Leprince de Beaumont, la Bestia è stato creato dalla sceneggiatrice Linda Woolverton e animato da Glen Keane.
Principe viziato e scontroso trasformato in un'orrenda bestia come punizione per i suoi modi insensibili ed egoisti, la Bestia deve, per tornare a se stessa, guadagnarsi l'amore di una bellissima giovane donna di nome Belle che imprigiona nel suo castello. Tutto questo deve essere fatto prima che l'ultimo petalo cada dalla rosa incantata nel giorno del suo ventunesimo compleanno. In tutte le apparizioni nei film d'animazione, la Bestia è doppiata dall'attore americano Robby Benson. Il film d'animazione del 1991 è stato adattato in un musical di Broadway nel 1994, con il ruolo originato dall'attore americano Terrence Mann. Dan Stevens interpreta una versione live-action del personaggio nell'adattamento live-action del 2017.

## Biografia del personaggio

### La bella e la bestia(1991)
Un giovane principe vive in un lussuoso castello in Francia. Ha tutto ciò che ha sempre desiderato e, di conseguenza, è viziato, egoista e scortese. Una notte, il suo cuore è messo a dura prova quando una mendicante si presenta al castello e chiede riparo dal gelo, con una sola rosa in pagamento. Quando evita la mendicante per il suo aspetto ripugnante, lei rivela la sua vera forma di bella maga. Vedendo la sua bellezza e realizzando il suo potere, il principe cerca di scusarsi ma lei lo trasforma in una terrificante creatura simile a una bestia come punizione per la sua arroganza. Lancia anche un incantesimo sull'intero castello, trasformandolo in un luogo oscuro e inquietante, i suoi lussureggianti terreni verdi in pericolosi boschi immortali infestati da lupi e i bonari servitori in oggetti domestici antropomorfi per riflettere le loro diverse personalità. Vergognandosi del suo nuovo aspetto, la Bestia si nasconde all'interno del suo castello con uno specchio magico come unica finestra sul mondo esterno e una rosa incantata che fungerebbe da timer della maledizione che sboccerà fino al compimento dei 21 anni. Se la Bestia potesse imparare ad amare un altro e guadagnare il suo amore in cambio prima che l'ultimo petalo cadesse dalla rosa, la maledizione sarebbe stata spezzata, ma in caso contrario sarebbe rimasto una bestia per sempre. La Bestia si dispera con il passare degli anni, con speranze più uniche che rare di raggiungere questo obiettivo.
Quando la rosa incantata raggiunge la tarda fioritura e appassisce lentamente, il primo estraneo è un vecchio di nome Maurice che si imbatte accidentalmente nel castello, essendo stato permesso all'interno dalla servitù per ripararsi. Tuttavia, la Bestia trattiene Maurice nella torre come prigioniero per violazione di domicilio. Il cavallo di Maurice torna al villaggio e poi raggiunge Belle, la figlia di Maurice, facendo ritorno al castello. Nella torre Belle affronta la Bestia e lo implora di lasciare andare suo padre, offrendo invece se stessa come prigioniera, a cui la Bestia accetta in cambio della sua promessa di non andarsene mai. Spinta dai suoi servitori a credere che lei sia la chiave per spezzare l'incantesimo, la Bestia mostra per la prima volta lampi di compassione nonostante i suoi modi generalmente burberi. Ad esempio, prova un certo rimorso per aver espulso suo padre senza un adeguato addio, e come espiazione la lascia stare in una stanza arredata piuttosto che nella prigione della torre e mette a sua disposizione i domestici. Quando entra nell'ala ovest, luogo in cui la Bestia le aveva proibito di entrare e quasi tocca la rosa, lui temendo che Belle potesse danneggiare la rosa la spaventa ruggendo e urlando di uscire dalla stanza facendola fuggire dal castello attraverso i boschi, cosa di cui si rammarica quando si rende conto di aver perso la pazienza in modo incontrollato, quindi la va a cercare e la salva dall'essere uccisa dai lupi selvatici. La Bestia e Belle si apprezzano a vicenda quando lei lo riporta al castello e si prende cura delle sue ferite e qui la Bestia gli rinfaccia che questo non sarebbe accaduto se Belle non fosse fuggita ma Belle gli ricorda che era stato lui a urlargli addosso spaventandola cosa che la Bestia riconosce essere vera ma rinfaccia a Belle che lei non sarebbe dovuta entrare nell'ala ovest ma Belle afferma che però la Bestia dovrebbe imparare a controllarsi e dopo il rimprovero tra i 2 comincia a nascere un sentimento di reciproco rispetto. Il giorno dopo stringe amicizia con Belle, donandole la biblioteca del castello e impara da lei gentilezza e buone maniere. Alla fine, la Bestia si innamora di Belle e, mettendo la sua felicità prima della sua, la lascia andare a occuparsi di suo padre malato, una decisione che lo scoraggia quando si rende conto che non aveva ancora ricambiato il suo amore, il che significa che la maledizione rimane intatta.
Una folla del villaggio arriva per prendere d'assalto il castello e uccidere la Bestia, guidata da un corteggiatore rivale di nome Gaston. La Bestia è troppo infelice per la partenza di Belle per rispondere a una sfida di Gaston, anche se i suoi servi riescono a respingere gli abitanti del villaggio. Dopo aver visto il ritorno di Belle al castello, l'umore della Bestia si risveglia e duella con Gaston sui tetti del castello. La Bestia usa l'astuzia per compensare la sua mancanza di armi e rimane imperturbabile dalle frequenti provocazioni di Gaston, che proclama che il bell'aspetto è il diritto a Belle. La Bestia alla fine vince Gaston e intende lasciarlo cadere fino a quando il cacciatore non lo implora di non farlo. Non volendo scendere al livello di comportamento di Gaston, la Bestia decide di mostrare pietà e risparmiare Gaston a condizione che lasci immediatamente il castello. Belle poi si presenta sul balcone e la Bestia si arrampica per incontrarla; tuttavia Gaston rifiuta di accettare la sconfitta e pugnala la Bestia da dietro. Gaston perde l'equilibrio e cade dal tetto del castello morendo, ma Belle riesce ad afferrare la Bestia e tirarlo su. La Bestia, sapendo di essere ferito a morte, esprime il suo apprezzamento a Belle per essere tornata e per essere stata in grado di vederla un'ultima volta, prima di perdere i sensi. Belle è in grado di dire alla Bestia che lo ama prima che cada l'ultimo petalo. Quindi, la dichiarazione d'amore di Belle per la Bestia rompe l'incantesimo e lo trasforma di nuovo nel principe, riprendendo così vita.

### La bella e la bestia(2017)
Nel marzo 2015, l'attore inglese Dan Stevens è stato scelto per il ruolo della Bestia in un adattamento live-action del film, uscito il 17 marzo 2017. La Bestia è stata interpretata con un "motion capture per il corpo e l'orientamento fisico", in cui Stevens indossava "un abito grigio da quaranta libbre su trampoli per gran parte del film". La cattura del viso per la Bestia è stata eseguita separatamente per "comunicare le sottigliezze del volto umano" e "[catturare il] pensiero che gli viene in mente" che passa "attraverso [a] gli occhi, che sono l'ultimo elemento umano nella Bestia".
La rappresentazione dal vivo segue da vicino la versione animata, ma con alcune differenze. A differenza della versione originale del 1991 in cui la sua cattiva natura non viene spiegata, la versione del 2017 espande un retroscena che rivela che il principe era una persona bonaria la cui madre morì di malattia quando lui era un ragazzo, lasciando il suo crudele, vanitoso, auto-padre centrato e arrogante per allevarlo. La dura educazione ha causato la sua natura crudele e ha tassato ingiustamente gli abitanti del villaggio del suo regno. La durata della maledizione nell'adozione del live-action non è menzionata in contrasto con la versione del 1991 in cui il suo limite avrebbe raggiunto la fine del ventunesimo anno della Bestia.
Il principe stava ospitando un ballo delle debuttanti nel suo castello quando una mendicante apparve al suo castello e offrì una sola rosa come pagamento per ripararsi da una tempesta in arrivo. Il principe la respinse due volte, spingendo la mendicante a rivelarsi un'incantatrice. L'incantatrice ha lanciato un potente incantesimo sul regno, trasformando il principe in una bestia e i servi in oggetti domestici animati, cancellando anche ogni ricordo del castello dagli abitanti del vicino villaggio. Se la Bestia non fosse stata in grado di amare un altro e guadagnare l'amore di quella persona in cambio, quando l'ultimo petalo sulla rosa incantata fosse caduto, sarebbe rimasto una bestia per sempre, e inoltre i suoi servi sarebbero diventati oggetti d'antiquariato inanimati.
La versione live-action della Bestia è piuttosto civile nella personalità e nei modi, in contrasto con la Bestia nel film d'animazione che originariamente era piuttosto primordiale nel comportamento. Sebbene la Bestia non sembri essere diventata sempre più selvaggia più a lungo che dura l'incantesimo, in contrasto con la sua controparte animata del 1991 (riflettendo l'intento originale di Don Hahn per la Bestia che alla fine si arrabbierà se non avesse mai incontrato Belle), sono i suoi servitori trasformati che stanno gradualmente perdendo la loro restante umanità mentre il castello si deteriora. L'evoluzione del rapporto tra la Bestia e Belle si dimostra fedele a quello mostrato nel film d'animazione.
Nel climax del film, il malvagio Gaston riduce la Bestia in fin di vita sparandogli a tradimento più di una volta. Mentre Belle gli resta vicino, Gaston cade in seguito al crollo del ponte su cui stava sopra e trova la morte. L'ultimo petalo di rosa cade prima che la maledizione si spezzi; tuttavia, dopo aver visto Belle dimostrare il suo amore per la Bestia, l'incantatrice si rivela e scioglie l'incantesimo sul castello e sui suoi abitanti. Successivamente, il principe e Belle organizzano un ballo per tutti gli abitanti del villaggio.

## Concezione e sviluppo
Determinare un aspetto adatto per la Bestia si è rivelato difficile. Sebbene del tutto immaginario, il supervisore all'animazione Glen Keane ha ritenuto essenziale che la Bestia somigliasse a una creatura che potrebbe essere trovata sulla Terra anziché a un alieno. I progetti iniziali avevano la Bestia come umanoide ma con una testa di animale attaccata come nella fiaba originale, ma presto si spostarono verso forme meno convenzionali. I primi schizzi del design del personaggio della Bestia sono visti come gargoyle e sculture nel castello della Bestia.
La Bestia non appartiene a nessuna specie di animale, ma a una chimera (un miscuglio di diversi animali), che sarebbe probabilmente classificata come un carnivoro nel complesso. La Bestia ha infatti la testa e le corna di un bisonte, il corpo di un orso, le sopracciglia e la muscolatura di un gorilla, la criniera e i denti di un leone, le zanne di un cinghiale, e le zampe posteriori e la coda di un lupo. Somiglia anche a mostri mitici come il Minotauro o un lupo mannaro. Ha anche gli occhi azzurri, l'unica caratteristica fisica che non cambia se è una bestia o un essere umano. Era importante che gli occhi della Bestia rimanessero umani. Temendo che Glen Keane progettasse la Bestia per assomigliare al doppiatore Robby Benson, il presidente dei Walt Disney Studios Jeffrey Katzenberg non ha permesso a Keane di vedere Benson durante la produzione del film.

## Caratterizzazione
A differenza della sua controparte originale, la Disney gli ha dato una natura più primordiale alla sua personalità e ai suoi modi, che hanno davvero sfruttato il suo personaggio di animale selvaggio (cioè alternando camminare e gattonare, ringhi di animali). Il produttore Don Hahn ha immaginato che lo stato psicologico della Bestia sarebbe diventato sempre più selvaggio se più a lungo fosse stato sotto la maledizione, in modo tale che alla fine avrebbe perso le sue ultime vestigia di umanità e sarebbe diventato completamente selvaggio se l'incantesimo non fosse stato spezzato. L'idea di Hahn non si manifesta in modo evidente nel film d'animazione del 1991, dal momento che la Bestia viene vista nel suo vero aspetto solo in una breve scena qualche tempo dopo la sua trasformazione, mentre gran parte della narrazione inizia durante il periodo della maledizione.
Nel racconto originale, la Bestia è rappresentata come un essere cortese e gentile senza un vero eccesso di rabbia, accogliendo il padre di Belle nel suo castello e provvedendo a tutti i suoi bisogni senza rivelargli la sua presenza, ed è anche gentile e benevola nei confronti di Belle. Nella versione Disney la Bestia è aggressiva, irascibile, impaziente e introversa, inizialmente presentata come un essere maleducato e antipatico. In diverse occasioni, inoltre la Bestia mostra anche un carattere capriccioso e infantile: per esempio quando Belle rifiuta il suo primo invito a cena essa mostra un'espressione imbronciata e indignata sul viso, oppure come quando la stessa Belle vuole disinfettare la ferita sul suo braccio dopo la battaglia contro i lupi e questa si rifiuta di porgerglielo, poi però dopo una discussione lei riesce a prendersi cura delle ferite della bestia. Tuttavia, il personaggio si evolve nel corso del film fino a diventare più civile, gentile e raffinato permettendo a poco a poco di scoprire il cuore che si nasconde dietro questa apparenza e quindi applicare con naturalezza quella che è di fatto la morale del film. L'interpretazione della Bestia da parte della Disney lo ha reso sempre arrabbiato e depresso, a causa della vergogna per le sue azioni scortesi che hanno portato alla sua trasformazione, e in particolare la sua lotta per riconciliare il suo aspetto orribile con la sua umanità interiore che lo ha fatto sentire senza speranza di spezzare la maledizione. Il supervisore all'animazione Glen Keane descrive la Bestia come "un ragazzo di ventuno anni che è insicuro, vuole essere amato, vuole amare, ma ha questo aspetto brutto e deve superarlo". Dopo la sua riforma sotto il suo interesse amoroso Belle, la sua personalità cambia in raffinata e più equilibrata, mentre allo stesso tempo è ingenua riguardo al mondo.
Per riflettere la sua prima personalità, la Bestia è vista a torso nudo, con calzoni grigio scuro sfilacciati e un mantello irregolare di colore rossastro con una chiusura a forma circolare di colore dorato. Nonostante il colore reale del suo mantello sia di colore rossastro scuro, il mantello della Bestia è più spesso indicato come viola (e nella maggior parte delle apparizioni successive della Bestia dopo il film, come Un magico Natale, House of Mouse - Il Topoclub o Kingdom Hearts, il suo mantello è colorato di viola). Il motivo di questo cambiamento di colore è sconosciuto, anche se il motivo più probabile è che il colore viola è spesso associato alla regalità. Dopo che la Bestia ha salvato Belle da un branco di lupi, il suo stile di abbigliamento cambia per diventare più formale e disciplinato, riflettendo una personalità più raffinata mentre cerca di conquistare l'amicizia e l'amore di Belle. La sua forma di abbigliamento più citata è il suo vestito da ballo, che consisteva in un panciotto dorato sopra una camicia bianca con un fazzoletto bianco, pantaloni neri bordati d'oro e un frac da ballo blu reale bordato d'oro, indossato durante la sequenza di ballo.
L'abito blu del frac viene mantenuto dopo che è stato riportato in forma umana, il che dovrebbe essere in netto contrasto con le insegne reali e la massa in cui era raffigurato prima della sua maledizione. La sua forma umana è quella di un giovane alto e snello con i capelli ramati, gli occhi azzurri e la carnagione chiara. Come umano è semplicemente conosciuto come il "Principe", poiché il supervisore all'animazione Glen Keane ha affermato che tutti nella produzione erano troppo occupati per dargli un nome alternativo, tuttavia alcuni lavori con licenza lo hanno chiamato "Principe Adam". La Disney è arrivata ad abbracciare il nome, come si vede in più articoli di merchandising e in una epigrafe appesa dal 2012 nelle stanze reali del Walt Disney World Resort che afferma chiaramente il suo nome come "Prince Adam".

## Accoglienza
La Bestia ha generalmente ottenuto recensioni positive. MsMojo ha classificato la Bestia al secondo posto nella Top 10 del video dei Principi Disney, elogiando lo sviluppo del suo personaggio nel film. Anche la versione della Bestia di Dan Stevens è elogiata. Julia Alexander di Polygon ha elogiato la recitazione di Stevens per aver fatto sentire la Bestia reale, commentando che "ci sono momenti in cui dimentichi che la bestia non è reale - tutto in lui sembra umano". Dana Schwartz di The Observer è meno positiva riguardo la Bestia del 2017. Ha commentato che l'aspetto meno spaventoso della Bestia ha avuto un impatto minore quando si è rivelato a Belle rispetto all'originale. E il fatto che la Bestia indossi sempre frac e pantaloni rende incredibile alcune scene poiché la Bestia è caratterizzata come "qualcuno che è stato un animale per così tanto tempo che ha dimenticato come essere umano".